# Lo Hobbit (serie di film)

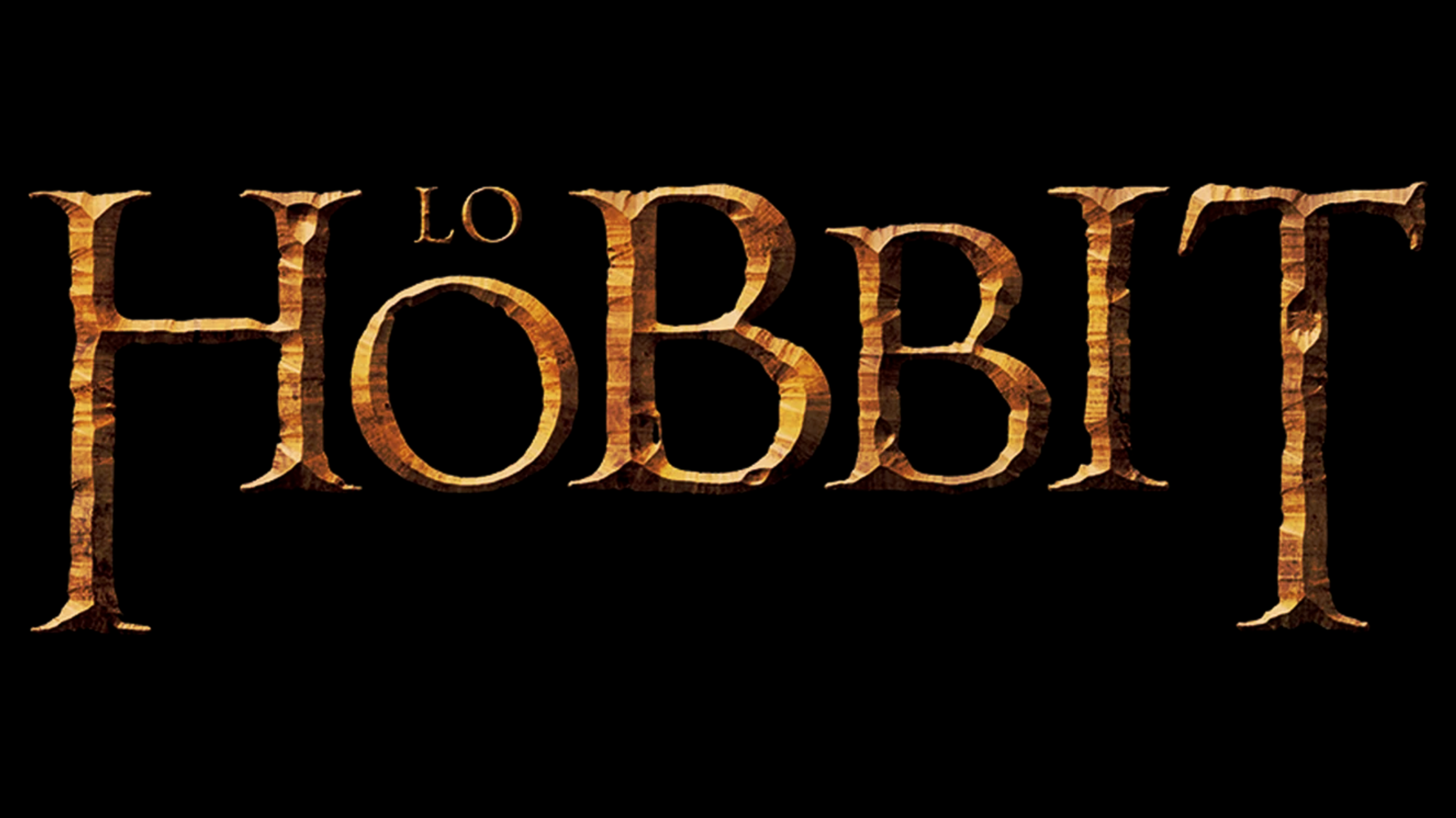
Logo italiano della trilogia

Gandalf e Bilbo Baggins nel primo film della trilogia

Lo Hobbit (The Hobbit) è una trilogia cinematografica fantasy co-scritta, diretta e co-prodotta dal regista neozelandese Peter Jackson, basata sull'omonimo romanzo scritto da J. R. R. Tolkien nel 1937, con diverse parti tratte dalle Appendici de Il ritorno del re, ultimo libro della saga de Il Signore degli Anelli e da altri scritti. La trilogia è un prequel della trilogia de Il Signore degli Anelli di Jackson, ed è formata da Un viaggio inaspettato (2012), La desolazione di Smaug (2013) e La battaglia delle cinque armate (2014).
La sceneggiatura è stata scritta da Jackson, Fran Walsh, Philippa Boyens e Guillermo del Toro, il quale doveva inizialmente dirigere i film prima di abbandonare il progetto nel 2010. I film sono ambientati nella immaginaria Terra di Mezzo, sessant'anni prima degli eventi de Il Signore degli Anelli, e narrano le avventure dello hobbit Bilbo Baggins (Martin Freeman), convinto dallo stregone Gandalf il Grigio (Ian McKellen) a seguire un gruppo di tredici nani guidati da Thorin Scudodiquercia (Richard Armitage) nella loro impresa di reclamare la Montagna Solitaria al drago Smaug (Benedict Cumberbatch). Nei film sono stati inoltre aggiunti elementi presi da altri scritti di Tolkien, come la ricerca di Gandalf a Dol Guldur e l'inseguimento dei nani da parte di Azog e Bolg, orchi in cerca di vendetta contro Thorin e la sua famiglia.
I film presentano un ampio cast che include James Nesbitt, Ken Stott, Evangeline Lilly, Lee Pace e Luke Evans e in ruoli secondari Manu Bennett, Sylvester McCoy, Stephen Fry, Mikael Persbrandt, Barry Humphries e Lawrence Makoare. Inoltre molti attori riprendono i loro ruoli dal Signore degli Anelli, tra cui Cate Blanchett, Orlando Bloom, Ian Holm, Christopher Lee, Hugo Weaving, Elijah Wood e Andy Serkis. Tornano inoltre nel cast tecnico gli illustratori John Howe e Alan Lee, lo scenografo Dan Hennah, il direttore della fotografia Andrew Lesnie e il compositore Howard Shore. Gli oggetti di scena sono stati nuovamente creati dalla Weta Workshop, mentre la Weta Digital si è occupata degli effetti visivi.
Il primo film della serie è stato presentato all'Embassy Theatre di Wellington il 28 novembre 2012; più di diecimila fan hanno partecipato all'evento, trasmesso in diretta su internet e in televisione. Il secondo film è stato presentato il 2 dicembre 2013 al Dolby Theatre di Los Angeles. Il terzo film è stato presentato a Leicester Square a Londra il 1º dicembre 2014.

## Film
| Film                                         | Data di uscita USA | Regia         | Sceneggiatura                                                  | Produttori                                                   |
| -------------------------------------------- | ------------------ | ------------- | -------------------------------------------------------------- | ------------------------------------------------------------ |
| Lo Hobbit - Un viaggio inaspettato           | 14 dicembre 2012   | Peter Jackson | Peter Jackson, Fran Walsh, Philippa Boyens, Guillermo del Toro | Peter Jackson, Carolynne Cunningham, Zane Weiner, Fran Walsh |
| Lo Hobbit - La desolazione di Smaug          | 13 dicembre 2013   | Peter Jackson | Peter Jackson, Fran Walsh, Philippa Boyens, Guillermo del Toro | Peter Jackson, Carolynne Cunningham, Zane Weiner, Fran Walsh |
| Lo Hobbit - La battaglia delle cinque armate | 17 dicembre 2014   | Peter Jackson | Peter Jackson, Fran Walsh, Philippa Boyens, Guillermo del Toro | Peter Jackson, Carolynne Cunningham, Zane Weiner, Fran Walsh |

### Lo Hobbit - Un viaggio inaspettato(2012)
Si narrano le vicende di Bilbo Baggins, che, insieme allo stregone Gandalf e a tredici nani, guidati da Thorin Scudodiquercia, viene coinvolto in un’epica impresa per riconquistare il perduto regno di Erebor strappato ai Nani dal temibile Drago Smaug. Il loro viaggio li condurrà nelle terre selvagge, in paesi inospitali e pericolosi abitati da Goblin, Orchi e terribili Mannari, oltre a una misteriosa e sinistra figura nota come il Negromante. Lungo il cammino, Bilbo Baggins non solo scopre di avere capacità e ingegno tali da sorprendere perfino lui, ma entra anche in possesso di un prezioso anello legato al destino della Terra di Mezzo, con conseguenze che non può ancora immaginare.

### Lo Hobbit - La desolazione di Smaug(2013)
Proseguono le avventure di Bilbo Baggins, in viaggio con lo stregone Gandalf e i tredici nani, in un’epica battaglia per la riconquista della Montagna Solitaria e il perduto regno dei nani di Erebor. Dopo essere sopravvissuta all’inizio del suo viaggio inaspettato, la compagnia continua ad andare verso est, incontrando lungo la strada Beorn, un mutatore di pelle, e uno sciame di ragni giganti, nella minacciosa foresta di Bosco Atro. Dopo essere sfuggiti alla cattura da parte degli Elfi Silvani, i Nani arrivano a Pontelagolungo e finalmente alla Montagna Solitaria, dove si troveranno ad affrontare il pericolo più grande e terrificante che non solo metterà a dura prova il loro coraggio, ma anche i limiti della loro amicizia e il senso del viaggio stesso. Si tratta del drago Smaug.

### Lo Hobbit - La battaglia delle cinque armate(2014)
Dopo aver reclamato la loro patria dal drago Smaug, la compagnia ha involontariamente scatenato una forza letale nel mondo. Infuriato, Smaug abbatte la sua ira ardente e senza pietà alcuna su uomini inermi, donne e bambini di Pontelagolungo. Ossessionato soprattutto dal recupero del suo tesoro, Thorin sacrifica l’amicizia e l’onore, mentre i frenetici tentativi di Bilbo di farlo ragionare finiscono per guidare lo Hobbit verso una scelta disperata e pericolosa. Tuttavia, ci sono anche pericoli maggiori che incombono. Non visto, se non dallo stregone Gandalf, il grande nemico Sauron ha mandato legioni di orchi in un attacco furtivo sulla Montagna Solitaria. Mentre l’oscurità converge sul conflitto in crescita, le razze di Nani, Elfi e Uomini devono decidere se unirsi o essere distrutte. Bilbo si ritrova così a lottare per la sua vita e quella dei suoi amici nell’epica battaglia delle cinque armate, mentre il futuro della Terra di Mezzo è in bilico.

## Produzione

### Pre-produzione

#### Prime fasi di sviluppo

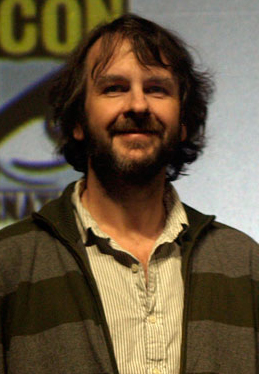
Peter Jackson, regista, sceneggiatore e produttore della trilogia

Le prime idee di un film basato su Lo Hobbit risalgono al 1995, quando Peter Jackson e Fran Walsh espressero interesse nel realizzare una trilogia formata da un film basato su Lo Hobbit e due su Il Signore degli Anelli. Lo sviluppo della trasposizione ebbe fine quando Harvey Weinstein e Saul Zaentz informarono Jackson che i diritti di distribuzione de Lo Hobbit erano in possesso della compagnia di produzione United Artists. Weinstein tentò di acquistare i diritti dalla United Artists, ma non ebbe successo; Weinstein convinse allora Jackson a provare ad adattare per il grande schermo Il Signore degli Anelli, che verrà poi prodotto dalla New Line Cinema.
Nuove idee sul film de Lo Hobbit iniziarono a circolare subito dopo l'uscita de Il Signore degli Anelli - Il ritorno del re, che raccolse i favori di critica e pubblico e incoraggiò la New Line Cinema a realizzare un altro episodio. La Metro-Goldwyn-Mayer, che deteneva i diritti cinematografici del romanzo, espresse interesse nel realizzare l'adattamento de Lo Hobbit, attraverso una collaborazione con la New Line Cinema e Jackson. Nel marzo 2005 però Jackson avviò una causa legale contro la New Line Cinema riguardo ai guadagni da lui ricevuti dal marketing de Il Signore degli Anelli - La Compagnia dell'Anello e questa azione deteriorò i suoi rapporti con il cofondatore della New Line, Robert Shaye. Nel gennaio 2007 Shaye accusò Jackson di essere "un uomo avido" e promise che non avrebbe mai più lavorato con lui. Subito il presidente della MGM, Harry Sloan, che voleva che fosse Jackson a occuparsi del film, bloccò i lavori di trasposizione fino a quando le due parti in causa non avessero trovato un accordo.
I numerosi flop al botteghino dei film della New Line, portarono Shaye a riappacificarsi con Jackson nell'agosto 2007. Shaye affermò di ammirare molto il lavoro di Jackson e di volerlo coinvolgere in qualche modo nella produzione dei film. Il 16 dicembre 2007 la New Line Cinema e la MGM annunciarono che Jackson avrebbe lavorato come produttore esecutivo e sceneggiatore del film. Sempre in quel periodo, inoltre, la New Line e la MGM annunciarono la decisione di dividere il film in due parti, ognuna con un budget di 150 milioni di dollari (contro i 94 milioni stanziati per ciascuno dei tre precedenti film di Jackson su Il Signore degli Anelli), fissando inoltre al dicembre 2011 e al dicembre 2012 le date di uscita dei due film; la New Line avrebbe distribuito il film negli Stati Uniti, mentre la MGM nel resto del mondo. Jackson confermò che non avrebbe diretto i film perché non voleva competere con la sua trilogia del Signore degli Anelli.
Poco dopo l'annuncio delle date d'uscita del film, gli eredi di J.R.R. Tolkien avviarono una causa legale contro la New Line Cinema e Peter Jackson per non aver ricevuto nessuno dei profitti ricavati dalla distribuzione della trilogia de Il Signore degli Anelli, e chiesero 220 milioni di dollari di risarcimento. Secondo gli eredi la New Line aveva versato solo 62.000 dollari, nonostante la trilogia di Jackson avesse incassato tre miliardi di dollari in totale. Gli eredi obbligarono la New Line a versare circa il 7,5% di tutti i profitti realizzati dalla trilogia di Jackson, e minacciarono di porre fine alle riprese dei due film se non fossero stati risarciti. Tuttavia la New Line pagò il risarcimento consistente in 38 milioni di dollari, e gli eredi dell'autore annunciarono la loro approvazione alle riprese de Lo Hobbit:
(Christopher Tolkien)

#### L'arrivo di Guillermo del Toro

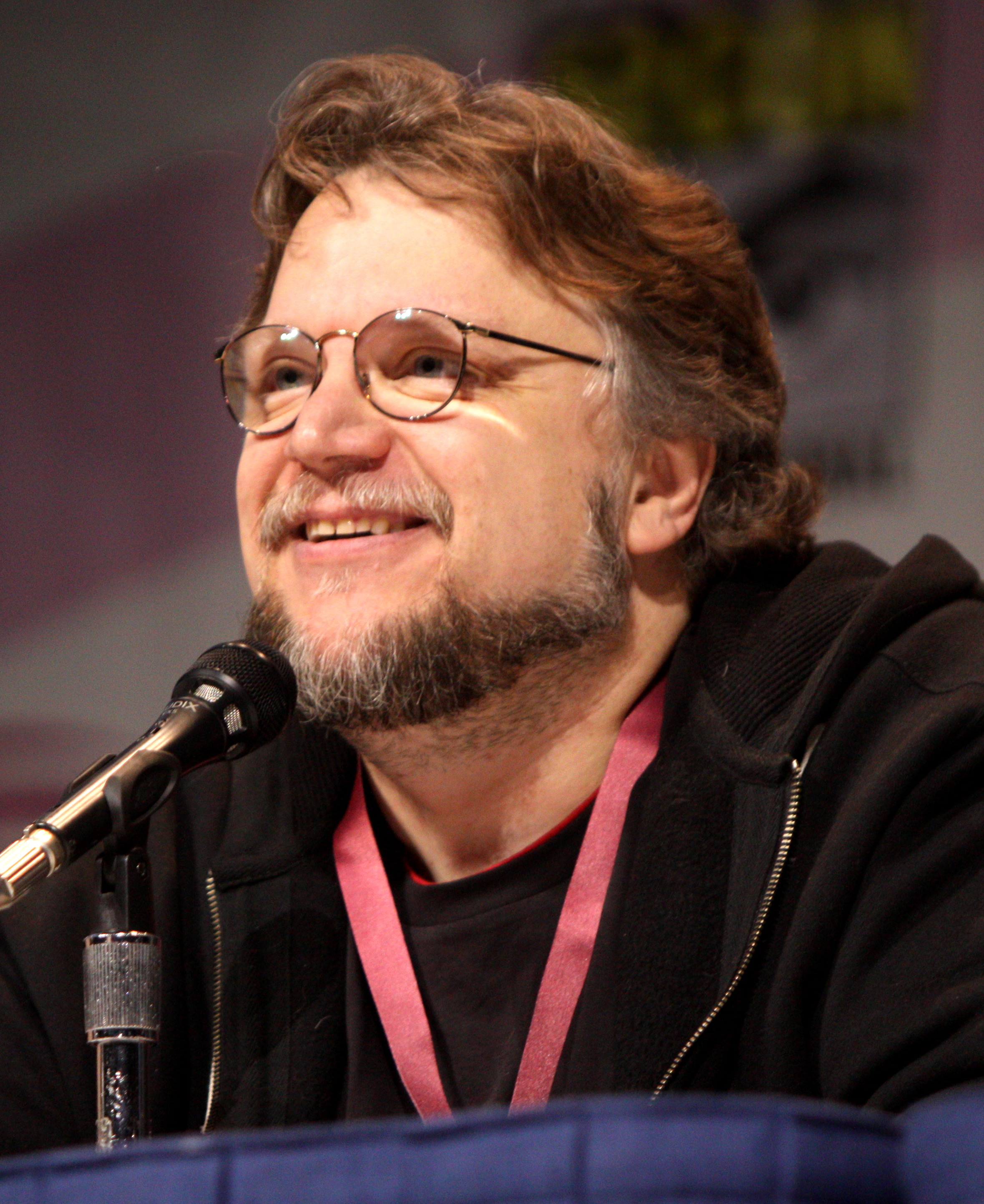
Guillermo del Toro, sceneggiatore e regista originario dei film

Nonostante i problemi legali la produzione andò avanti, e nell'aprile 2008 Guillermo del Toro fu assunto per dirigere i film. Del Toro disse di essere un grande fan della trilogia di Jackson e di essere rimasto in contatto con lui dal 2005, quando si erano incontrati per discutere un potenziale film di Halo. Del Toro scrisse sul sito TheOneRing.net di essere rimasto incantato da Lo Hobbit sin da piccolo, ma di aver trovato gli altri scritti di Tolkien troppo complessi quando provò a leggerli da giovane.
La produzione iniziò intorno all'agosto 2008 con la realizzazione del trattamento da parte di del Toro, Jackson, Fran Walsh e Philippa Boyens. Del Toro comunicava tramite videoconferenza con i suoi colleghi e volava in Nuova Zelanda da Los Angeles ogni tre settimane per lavorare vicino ai colleghi. Del Toro passava le mattine a scrivere mentre il pomeriggio leggeva gli altri lavori di Tolkien in modo da poter comprendere al meglio il lavoro dello scrittore. Si documentò anche sulla prima guerra mondiale guardando documentari e leggendo libri (alcuni consigliati da Jackson, collezionista di memorabilia di guerra); Del Toro pensava infatti che l'esperienza in guerra avesse influenzato molto le storie di Tolkien.
Intorno a novembre 2008 il lavoro sulla sceneggiatura si fece più pesante, arrivando a 12 ore di scrittura al giorno. Del Toro inoltre nei primi mesi del 2009 cominciò a incontrarsi quotidianamente con gli artisti della Weta per progettare l'aspetto di creature e ambienti. Nel marzo 2009 gli sceneggiatori terminarono la scrittura e consegnarono il loro trattamento agli studios, che diedero il via libera alla scrittura della sceneggiatura. Nello stesso periodo vennero fissate le riprese ai primi mesi del 2010; fu inoltre prevista una pausa nel mezzo delle riprese per permettere a del Toro di cominciare il montaggio del primo film mentre venivano costruiti i set del secondo film. Il regista programmò le riprese per una durata di 370 giorni.
In fase di sceneggiatura gli autori decisero di ampliare la trama de Lo Hobbit mostrando nei film anche fatti presenti in altre opere di Tolkien o nelle appendici de Il Signore degli Anelli, e aggiungendo personaggi non presenti nel racconto originale come Frodo Baggins, Saruman e Galadriel, soprattutto per creare maggiori collegamenti tra la trilogia de Il Signore degli Anelli e quella de Lo Hobbit. L'inserimento di Frodo nei film viene collocato poco prima gli eventi de Il Signore degli Anelli. Secondo quanto riportato da TheOneRing.net:
La presenza di nuovi personaggi nella storia garantì a Jackson e agli altri sceneggiatori di prendersi più libertà nella stesura della sceneggiatura. Gli autori esplorarono personaggi che Tolkien aveva più o meno citato in alcune occasioni. Tra questi personaggi spiccano principalmente lo stregone Radagast, scritto apposta per il suo interprete, Sylvester McCoy, e l'orco bianco Azog il Profanatore, il cui ruolo differisce di gran lunga da quello del romanzo.
Nel novembre 2009 Jackson annunciò che la sceneggiatura non sarebbe stata pronta prima dell'inizio del 2010, rimandando le riprese all'inizio dell'estate, molti mesi dopo rispetto ai piani iniziali. L'annuncio creò dei dubbi sul fatto che i film avrebbero rispettato le date di uscita inizialmente pianificate, e infatti nel gennaio 2010 il presidente della Warner Bros., Alan Horn, confermò che il primo film non sarebbe uscito prima del quarto trimestre del 2010.

#### Lo Hobbitdi del Toro
(Guillermo del Toro)
Del Toro e Jackson lavoravano in sintonia, cercando di sorvolare sui disaccordi per il bene del film. Jackson si offrì di aiutare Del Toro come regista di seconda unità, ma quest'ultimo decise di girare il film da solo. Programmò di girare il film in un rapporto di 2.35:1 e contattò il direttore della fotografia Guillermo Navarro per poter lavorare insieme a lui.
Secondo del Toro, Lo Hobbit è ambientato in un mondo inizialmente pacifico, innocente, e affermò che era sua intenzione portare lo spettatore da questo mondo puro a uno più oscuro, ma mantenendo inalterato lo spirito del libro. Del Toro individuò due temi centrali nel libro: la perdita dell'innocenza, che collegò all'esperienza inglese dopo la prima guerra mondiale, e l'avidità, rappresentata da Smaug e Thorin. Bilbo avrebbe affermato la sua personalità nel terzo atto del film, durante l'incontro con il drago. Il cuore del film sarebbe stato il rapporto tra Thorin e Bilbo. Inoltre disse che gli Elfi sarebbero stati meno solenni rispetto alla trilogia di Jackson.
Del Toro condivideva la passione di Jackson per i modellini in scala e i fondali dipinti, ma decise di concentrarsi sull'uso di animatroni: alcuni personaggi sarebbero stati un mix di computer grafica e animatronica, mentre altri sarebbero stati creati solo tramite animatroni; Gollum sarebbe stato completamente digitale come nella trilogia di Jackson. Del Toro decise inoltre di modificare il design di alcuni personaggi, ma lavorò comunque con gli artisti John Howe e Alan Lee, il capo della Weta Workshop Richard Taylor e il truccatore Gino Acevedo in modo da mantenere una certa continuità con i precedenti film. Pensò anche di utilizzare dei disegni fatti da Tolkien che non erano stati usati nella trilogia. Assunse anche gli artisti Mike Mignola e Wayne Barlowe per aiutare Howe e Lee. Del Toro diede un nuovo aspetto ai Goblin e agli Orchi, e anche i ragni di Bosco Atro avrebbero avuto un aspetto diverso da Shelob. Inoltre, Toro decise di distinguere i vari nani, creando per ognuno di loro un aspetto e una personalità ben precisa, contrariamente a quanto scritto nel romanzo da Tolkien.
Del Toro si concentrò molto sul design di Smaug; voleva infatti che la sua creazione fosse la prima a essere avviata e l'ultima a essere approvata. Il regista è da sempre affascinato dai draghi e fece avere a John Howe un libro in cui venivano approfonditi i diversi simbolismi dei draghi nelle varie culture in modo da aiutarlo a realizzare meglio Smaug.
Jackson e Del Toro credevano che l'arrivo di Bard l'Arciere e lo svenimento di Bilbo durante la battaglia dei Cinque Eserciti fossero dei momenti poco cinematografici e legati molto più a un aspetto fiabesco che al Signore degli Anelli; decisero quindi di cambiarli per rendere Lo Hobbit più omogeneo con la trilogia di Jackson.
Durante la produzione del Toro cominciò anche a occuparsi del casting del film. Scrisse la parte di Beorn con in mente Ron Perlman (a cui aveva inizialmente proposto di doppiare Smaug), e si incontrò con l'attore Brian Blessed per un suo coinvolgimento come Thorin. Disse inoltre che Ian McShane sarebbe un nano perfetto. Del Toro aveva anche in mente una parte per Doug Jones, suo frequente collaboratore, che aveva ammesso di voler interpretare il Re degli Elfi Thranduil. Del Toro fu il primo a volere Sylvester McCoy come Radagast il Bruno, scelta che verrà poi condivisa da Peter Jackson. Inizialmente del Toro voleva che Ian Holm tornasse a interpretare Bilbo, ma disse poi di aver sempre supportato la scelta di Martin Freeman come protagonista. Voleva, inoltre, che i personaggi apparsi nel Signore degli Anelli fossero interpretati, dove possibile, dagli attori originali.
Nel dicembre 2012 Philippa Boyens si disse dispiaciuta di non poter vedere la versione del film di del Toro. Rivelò che il film di del Toro avrebbe avuto una sceneggiatura e uno stile molto diverso e che avrebbe ricordato molto una fiaba. Il personaggio di Bilbo per del Toro "aveva uno sguardo più innocente verso il mondo, era un giovane che aveva perso il suo spirito per l'avventura e si ritrovava ora pigro e annoiato".

#### L'abbandono di Guillermo del Toro
(Guillermo del Toro)
Nel 2010 Guillermo del Toro lasciò il progetto a causa dei continui ritardi. Il 28 maggio spiegò in una conferenza stampa che a causa dei problemi finanziari della MGM il progetto non aveva ancora ricevuto il via libera. Del Toro disse:
(Guillermo del Toro)
Immediatamente cominciarono a circolare indiscrezioni sul nuovo regista; gli studios avrebbero voluto Jackson, ma circolarono anche i nomi di Neill Blomkamp, Brett Ratner, David Yates e David Dobkin.
Molti fan reagirono negativamente all'abbandono di del Toro, accusando la MGM di aver ritardato inutilmente il progetto. In molti cercarono di convincere lo studio a vendere i diritti alla Warner Bros. Il 27 luglio del Toro rispose ai fan dicendo che si trattava di film molto complicati sia economicamente sia politicamente e non era la MGM l'unica 'colpevole'.
Il 25 giugno 2010 Jackson entrò in trattative per dirigere i due film. Il 15 ottobre la New Line e la Warner Bros. confermarono che Jackson avrebbe diretto il film e fissarono l'inizio delle riprese per il febbraio 2011.
Dopo l'abbandono di del Toro, Peter Jackson affermò che nessuno dei disegni dell'ex regista sarebbe stato utilizzato nella pellicola: «Guillermo è un visionario, ma la sua visione era appunto la sua. Sentivo che per realizzare bene questa trilogia avrei dovuto impossessarmi del materiale, riscrivere e ridisegnare tutto a modo mio. È stato un lavoro rapido e furioso, e molto impegnativo.»

#### La disputa legale in Nuova Zelanda
Il 24 settembre 2010 i membri della federazione internazionale degli attori (FIA, International Federation of Actors), che comprende la Canadian Actors' Equity Association, l'Actors' Equity Association e la Screen Actors Guild, invitarono i loro membri a non lavorare a Lo Hobbit, a causa del rifiuto da parte dei produttori dei film di firmare un accordo riguardo ai diritti degli attori neozelandesi, che non fanno ancora parte della federazione. Quest'ultima riferì, inoltre, che gli attori che avrebbero partecipato ai film sarebbero stati puniti ed espulsi dalla società. In risposta la Warner Bros. e la New Line Cinema considerarono l'idea di proseguire le riprese del film altrove; Jackson menzionò la possibilità di girare in Europa orientale.
Il 25 ottobre 2010 alcuni manifestanti neozelandesi si radunarono per chiedere alle due case di produzione di rimanere in Nuova Zelanda, specificando che lo spostamento della lavorazione de Lo Hobbit avrebbe causato un enorme danno economico all'industria locale.
Il 27 ottobre 2010 il primo ministro neozelandese John Key annunciò che i film sarebbero stati girati in Nuova Zelanda, come previsto sin dall'inizio. In cambio il governo della Nuova Zelanda accettò di introdurre una legislazione per chiarire la distinzione tra contraenti indipendenti e dipendenti che lavorano nell'industria di produzione cinematografica e di ampliare il suo sostegno finanziario al budget dei film.

#### Da due a tre film
Sin dal 2006 il progetto era stato pianificato in due film, ma durante lo sviluppo cambiarono spesso i contenuti della storia. Nel 2006 la MGM espresse interesse in un secondo film ambientato tra Lo Hobbit e Il Signore degli Anelli. Jackson concordò con lo studio, affermando che uno dei difetti maggiori de Lo Hobbit è la sua brevità rispetto al Signore degli Anelli. Ci sono molte sezioni in cui personaggi come Gandalf non appaiono per molto tempo e poi compaiono all'improvviso, senza che nessuno sappia cos'è successo. Jackson inoltre voleva mostrare il viaggio di Gollum a Mordor e la sorveglianza della Contea da parte di Aragorn.
Dopo essere stato assunto nel 2008, del Toro confermò che il secondo film avrebbe mostrato i fatti del primo film da un punto di vista differente, prendendo informazioni dalle Appendici del Signore degli Anelli. Nel novembre 2008 però si accorse che il libro, seppur breve, era pieno di eventi; decise, quindi. di abbandonare l'idea di un film ponte tra le due trilogie e si concentrò sulla trasposizione di materiale solo da Lo Hobbit.
Del Toro disse di avere due sequenze in mente con cui dividere i due film, tra cui la sconfitta di Smaug. Secondo lui il secondo film doveva finire collegandosi direttamente alla Compagnia dell'Anello. Nel giugno 2009 del Toro rivelò di aver seguito i commenti dei fan riguardo alla scena con cui dividere i due film, e che la storia del secondo film sarebbe dipesa da quanti attori del cast originale sarebbero potuti tornare a interpretare i loro ruoli.
Il 30 luglio 2012 Jackson rivelò di avere intenzione di realizzare un terzo film, rendendo l'adattamento in due parti una trilogia. Jackson disse che per il terzo film avrebbero attinto in gran parte dalle Appendici scritte da Tolkien alla fine del Ritorno del re. Vennero dunque programmate delle riprese aggiuntive per il terzo film, tra cui la battaglia dei Cinque Eserciti. Il secondo film cambiò nome in La desolazione di Smaug (The Desolation of Smaug) e il terzo film fu intitolato Andata e ritorno (There and Back Again). Il 24 aprile 2014 il terzo film cambia nome in La battaglia delle cinque armate (The Battle of the Five Armies). Sul cambio di titolo Jackson disse che Andata e ritorno era il titolo giusto per un secondo film che raccontasse l'arrivo di Bilbo a Erebor e il suo ritorno a casa, ma con la divisione in tre film Bilbo arriva a destinazione ne La desolazione di Smaug e il titolo fu ritenuto inadatto. Shaun Gunner, direttore della The Tolkien Society, supportò la decisione affermando che La battaglia delle cinque armate cattura molto meglio lo spirito del film ed esprime in modo più accurato l'essenza della storia.

### Cast

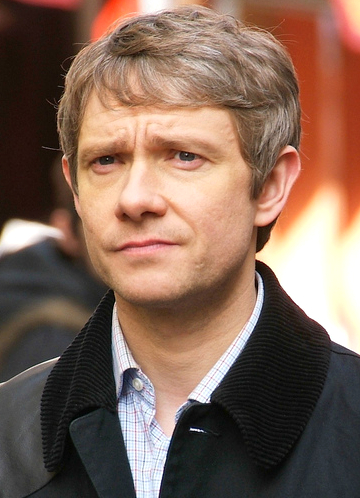
Martin Freeman interpreta lo hobbit Bilbo Baggins

A inizio ottobre 2010 fu annunciato ufficialmente che Martin Freeman avrebbe interpretato Bilbo Baggins. Inizialmente Freeman aveva dovuto rinunciare alla parte per via dei suoi impegni con la serie tv Sherlock, ma la produzione spostò le riprese in modo da poterlo avere nel film. Riguardo Freeman Jackson disse:
(Peter Jackson)
Per la parte furono considerati anche Tobey Maguire, James McAvoy e Daniel Radcliffe.

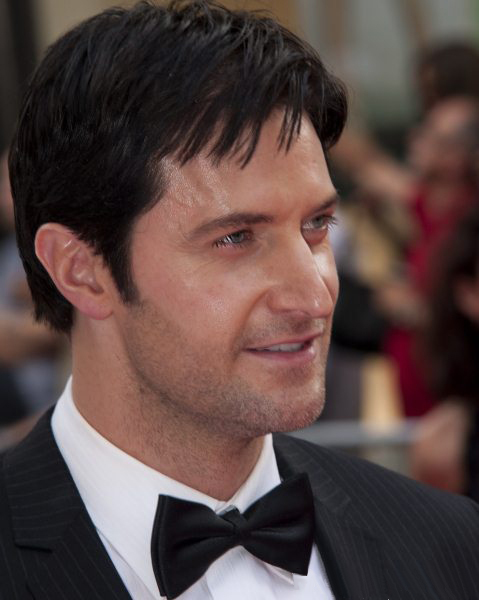
Richard Armitage interpreta il nano Thorin Scudodiquercia

A fine ottobre altri attori entrarono nel cast, tra cui Richard Armitage (Thorin), Graham McTavish (Dwalin), Aidan Turner (Kíli), Mark Hadlow (Dori), John Callen (Óin), Stephen Hunter (Bombur) e Peter Hambleton (Glóin). Il casting di McTavish risultò complicato poiché l'attore doveva lavorare al videogioco Uncharted 3: L'inganno di Drake, ma la storia del gioco fu modificata in modo da permettere all'attore di andare in Nuova Zelanda a girare il film. Tutti gli attori si rivelarono entusiasti di poter lavorare al film. Hadlow aveva già lavorato con Jackson in Meet the Feebles e in King Kong.
Il 1º novembre 2010 fu annunciata l'entrata nel cast di James Nesbitt e Adam Brown, rispettivamente Bofur e Ori. Le figlie di Nesbitt inoltre appaiono nel film nel ruolo di Sigrid e Tilda, le figlie di Bard l'Arciere. Il 7 dicembre altri attori entrarono a far parte del film: Cate Blanchett come Galadriel; Sylvester McCoy come Radagast il Bruno; Mikael Persbrandt come Beorn, William Kircher come Bifur, Ken Stott come Balin e Jed Brophy come Nori. La Blanchett fu la prima attrice del Signore degli Anelli a ritornare per i nuovi film, nonostante il suo personaggio non appaia nel libro di Tolkien. McCoy, noto per aver lavorato nella serie tv Doctor Who, entrò in trattative nell'ottobre 2010 e subito lo si collegò a Radagast. Durante la produzione del Signore degli Anelli, McCoy era stato contattato da Jackson per interpretare Bilbo e fino all'ultimo Jackson fu indeciso tra lui e Ian Holm. Jed Brophy aveva già collaborato con Jackson in diversi film tra cui Splatters - Gli schizzacervelli, Creature del cielo e la trilogia del Signore degli Anelli in vari ruoli.
Il 7 gennaio 2011 il sito TheOneRing.net confermò il ritorno di Elijah Wood come Frodo Baggins. Dal momento che Frodo non è ancora nato durante gli eventi de Lo Hobbit il suo inserimento nel film indicò il fatto che parte della storia sarebbe stata ambientata poco prima gli eventi de Il Signore degli Anelli, come riportato dal sito:
Il 10 gennaio 2011 fu annunciato che Ian McKellen e Andy Serkis sarebbero tornati nei panni di Gandalf e Gollum. Inoltre fu rivelato che Serkis avrebbe aiutato Jackson come regista di seconda unità. Serkis disse: "penso di conoscere lo stile di Peter e abbiamo la stessa visione della Terra di Mezzo. Molti membri della troupe sarebbero tornati per Lo Hobbit. Ti fa capire come Peter voglia intorno a sé persone che riescano a comprendere al meglio il lavoro e il materiale di partenza".
L'11 gennaio 2011 Christopher Lee fu confermato nuovamente nel ruolo di Saruman il Bianco. Lee disse che gli sarebbe piaciuto mostrare come Saruman viene inizialmente corrotto da Sauron, ma che non se la sentiva di volare in Nuova Zelanda alla sua età. Lee disse che gli sarebbe piaciuto dare la voce a Smaug, in modo da registrare la sua parte in Inghilterra senza bisogno di viaggiare. Tuttavia Jackson decise di girare le scene di Lee ai Pinewood Studios di Londra e l'attore entrò nel cast.
Il 21 marzo 2011 entrarono nel cast Jeffrey Thomas nel ruolo di Thrór e Mike Mizrahi in quello di Thráin II; il 4 aprile Bret McKenzie fu ingaggiato come Lindir.

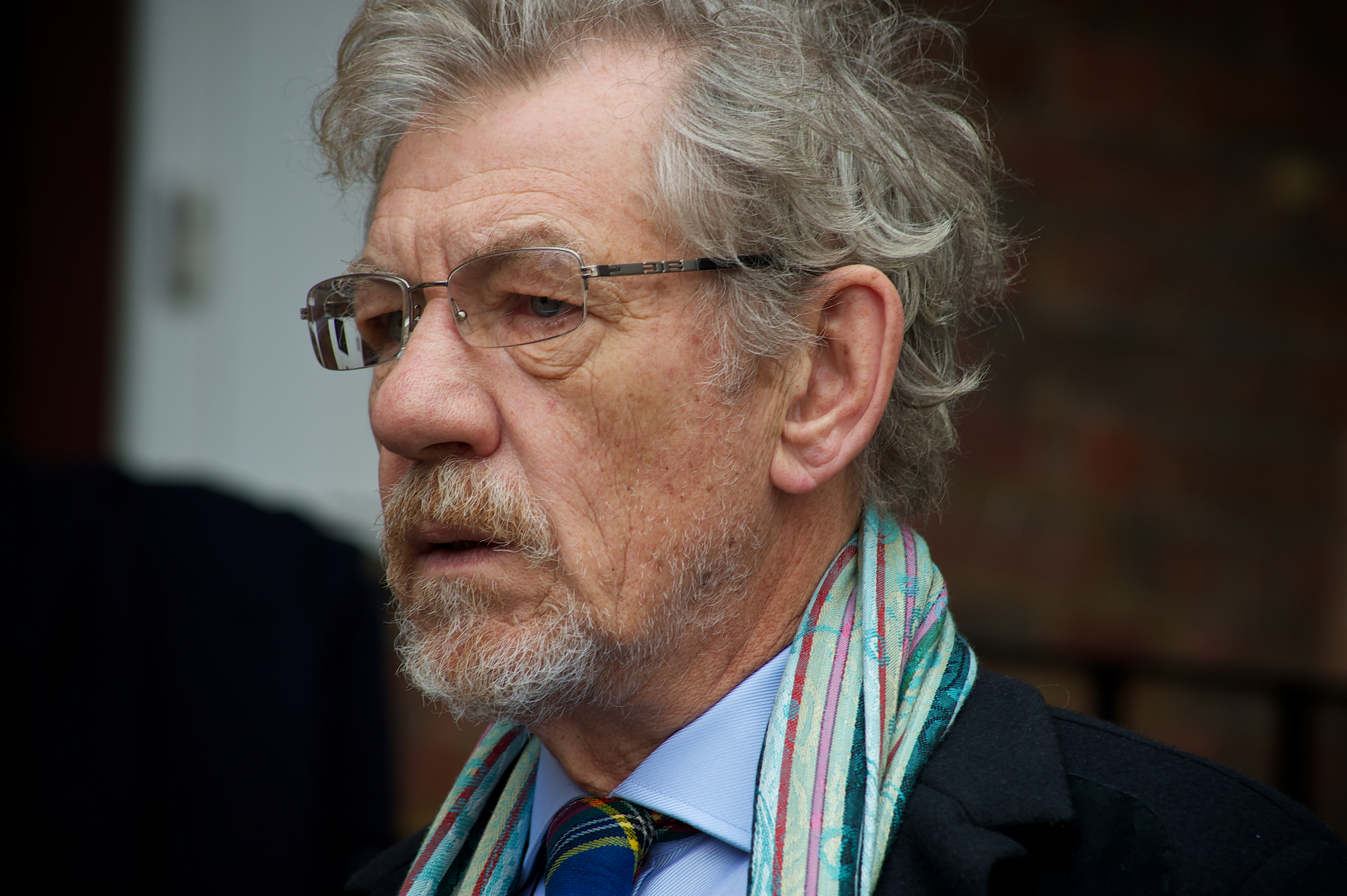
Ian McKellen torna a interpretare lo stregone Gandalf

Il 22 aprile 2011 Jackson confermò che Ian Holm avrebbe ripreso il suo ruolo di Bilbo Baggins da anziano. Anche Guillermo del Toro avrebbe voluto coinvolgere l'attore inserendolo come narratore del film.
Con del Toro alla regia si vociferò che il ruolo di Thranduil sarebbe andato a Doug Jones, ma il 29 aprile 2011 Jackson annunciò che il personaggio sarebbe stato interpretato da Lee Pace. Il 30 aprile Dean O'Gorman entrò nel cast come Fíli. O'Gorman sostituì l'attore Rob Kazinsky che era entrato nel progetto nell'ottobre 2010, lasciando poi nell'aprile 2011 per ragioni personali.
Il ritorno di Hugo Weaving come Elrond fu confermato il 1º maggio 2011.
Il 19 maggio Stephen Fry e Ryan Gage furono annunciati rispettivamente nei ruoli del Governatore della Città del Lago e Alfrid. Gage era stato inizialmente preso per interpretare Drogo Baggins, ma Jackson rimase colpito dalla bravura dell'attore tanto da dargli una parte più grande.
Jackson annunciò su Facebook il 27 maggio che Orlando Bloom sarebbe tornato a interpretare Legolas. Bloom rivelò di essere sempre stato in contatto con il regista, il quale gli aveva dato una copia della sceneggiatura, assicurandogli che il suo ritorno sarebbe stato molto probabile.
Il 19 giugno entrarono nel cast altri attori: Luke Evans nel ruolo di Bard l'Arciere, Evangeline Lilly in quello di Tauriel, Barry Humphries nel ruolo del Grande Goblin e Benedict Cumberbatch in quelli di Smaug e di Sauron. Cumberbatch e Humphries hanno interpretato i loro ruoli attraverso il motion capture. Il casting di Cumberbatch era stato già rivelato da Martin Freeman (sua co-star in Sherlock) durante i BAFTA Television Awards nel maggio 2011. Inoltre Ian McKellen scrisse di aver visto grazie a Philippa Boyens uno screen test di Cumberbatch e di averlo trovato "impressionante, vocalmente e fisicamente".
Billy Connolly si aggiunse al cast come Dáin II Piediferro il 9 febbraio 2012. Entrarono nel cast, inoltre, John Bell (Bain), Manu Bennett (Azog), Craig Hall (Galion), Conan Stevens (Bolg), Ben Mitchell (Narzug), John Rawls (Yazneg), Stephen Ure (Fimbul e Grinnah), Kiran Shah (un goblin scriba) e Stephen Colbert in un cameo. Nel secondo film Stevens venne poi sostituito da Lawrence Makoare.

### Sviluppo
Durante la lavorazione dei film, Peter Jackson ingaggiò il linguista David Salo per ricostruire quel poco di Khuzdul (la lingua dei nani) ricavabile dai racconti di Tolkien, ampliandolo in maniera tale da poterlo usare nei film.
Per immedesimarsi nei ruoli e replicare le movenze del tipo di razza che dovevano interpretare, gli attori si allenarono duramente insieme a Terry Notary (esperto dei movimenti di tutte le razze della Terra di Mezzo), facendo equitazione, palestra e imparando a utilizzare delle armi.

### Riprese
Le riprese cominciarono il 21 marzo 2011 a Wellington. La produzione cominciò a girare ai Wellington Stone Street Studios. La troupe si spostò poi nella città di Matamata e in altre località intorno alla Nuova Zelanda per girare le riprese in esterni. A Matamata vennero girate le sequenze di Hobbiville.
Nel luglio 2011 la produzione si spostò ai Pinewood Studios di Londra per girare le scene con Christopher Lee.
Le riprese in Nuova Zelanda ripresero poi alla fine di agosto e terminarono a dicembre. Le riprese principali terminarono il 6 luglio 2012, dopo 266 giorni di riprese.
Nel marzo 2013 si sono tenute in Nuova Zelanda delle riprese aggiuntive per il secondo e il terzo film, durate 10 settimane.
La trilogia è ufficialmente la produzione cinematografica più costosa della storia. Infatti, ancor prima che uscisse al cinema il terzo capitolo, le spese per la trilogia sono state di 655 milioni di dollari.

#### High frame rate
Jackson girò i film in formato 3D con l'uso di cineprese Red Epic. Secondo il diario di produzione sono state utilizzate 48 macchine da presa Epic. Durante la lavorazione è stata usata un'attrezzatura, sviluppata dalla società 3ality Technica, composta da due macchine da presa e uno specchio che davano un effetto intraoculare simile a quello dell'occhio umano, imitando la distanza tra gli occhi di un umano.
Nell'aprile 2011 Jackson rivelò, tramite un post sulla sua pagina Facebook, di stare girando i film a 48 fotogrammi al secondo anziché i tradizionali 24:
I film, inoltre, vennero girati a una risoluzione di 5K, che garantisce un'immagine più dettagliata dei convenzionale 4K. I film sono stati girati in digitale su hard disk da 128 GB montati sulle macchine da prese Red Epic.

### Costumi e trucco
Una delle priorità per i costumisti è stata quella di ridisegnare il vestito di Gandalf e di renderlo più fedele al romanzo, cosa che nel Signore degli Anelli non era stata fatta. La costumista Ann Maskrey ha aggiunto al vestiario dello stregone gli stivali neri e la sciarpa argentata, già comparsa brevemente ne La Compagnia dell'Anello, legata al carretto di Gandalf a Hobbiville. Ian McKellen ha affermato di aver interagito con la sciarpa durante la recitazione e che, per gioco, l'ha trasformata «in un turbante molto stiloso». Il naso di Gandalf è stato modificato rispetto alla trilogia per volere di Ian McKellen, che ne voleva uno più piccolo. Per ricreare il naso gli scultori della WETA hanno deciso di non utilizzare più la gelatina, che tendeva a sfaldarsi nel caso uno starnutisse, ma hanno preferito utilizzare il silicone.
Con l'avvento del 3D nei film de Lo Hobbit, molti dei truccatori si sono dovuti adeguare a tale tecnologia e apportare alcuni cambiamenti al trucco. Essi si sono accorti che la resa di questo formato dava alla pelle dei nani un colore giallastro, reagendo quindi in maniera differente rispetto alla normale pelle. Per ovviare a questo problema, hanno deciso di aggiungere al make-up dei nani molte tonalità di rosso e anche del sangue, per rendere possibile un maggiore realismo.
A differenza degli altri nani, Kíli e Thorin (interpretati da Aidan Turner e Richard Armitage) hanno delle barbe naturali.

### Effetti speciali
I film sono caratterizzati da un ampio utilizzo di effetti speciali innovativi e di modellini e diorama, sviluppati interamente dalla Weta Digital e dalla Weta Workshop. Nella trilogia de Il Signore degli Anelli gli interpreti dei Goblin e degli Orchi indossavano delle protesi facciali. Secondo Jackson, queste protesi, seppur concepite in maniera molto dettagliata, non potevano nascondere né gli occhi e né la bocca dell'attore, motivo per il quale le creature apparivano, per certi versi, molto simili agli uomini. Per Lo Hobbit, invece, Richard Taylor e la Weta Workshop hanno fatto indossare agli interpreti delle creature solo un costume fino alla testa, in maniera tale da poter liberamente modificare il volto in CGI attraverso il motion capture. Ciò ha permesso, ad esempio, di distanziare enormemente gli occhi, e far urlare e parlare le creature in maniera differente da un essere umano. Il Grande Goblin è stato ricreato completamente tramite motion capture per conferire al personaggio una certa personalità oscillante tra il comico e il tragico grazie all'interpretazione dell'attore Barry Humphries.
Come accaduto per la trilogia de Il Signore degli Anelli, Gollum è stato interpretato da Andy Serkis tramite la motion capture. Soprattutto a causa delle numerose innovazioni in campo tecnologico, la Weta ha dovuto svolgere un lavoro decisamente più meticoloso sul personaggio rispetto alla precedente trilogia. Ad esempio, quando Gollum cambiava personalità ne Il Signore degli Anelli si poteva assistere alla dilatazione delle sue pupille, mentre ne Lo Hobbit la Weta ha arricchito questa transizione con uno spasmo fisico.
Il personaggio di Azog, originariamente, non avrebbe dovuto avere l'aspetto mostrato nei film. Tuttavia, dopo la decisione di ampliare i film de Lo Hobbit da due a tre, Peter Jackson decise di dare maggior spazio al personaggio e di stravolgere il suo aspetto per renderlo più minaccioso e singolare. Per questa ragione, per interpretare Azog, Jackson ha scelto l'attore Manu Bennett, noto per la sua prestanza fisica.
Smaug è interpretato in motion capture da Benedict Cumberbatch. Il drago si ispira alle illustrazioni del libro di Alan Lee, raggiunge ben 150 metri di lunghezza/altezza ed è rappresentato come una viverna, con le zampe anteriori e ali unite assieme. L'aspetto del drago è stato completato durante la produzione de La desolazione di Smaug; infatti, in una breve sequenza de Un viaggio inaspettato, il drago appare con un aspetto provvisorio: è di colore blu e alcune parti del corpo (come coda e zampe) sono diverse dall'aspetto definitivo.

## Personaggi e interpreti
- La cella vuota e grigia scura indica che il personaggio non è presente nel film
- O indica una versione più anziana del personaggio
- V indica un ruolo solo vocale
- Y indica una versione più giovane del personaggio

| Personaggio                    | Film                               | Film                                | Film                                         |
| Personaggio                    | Lo Hobbit - Un viaggio inaspettato | Lo Hobbit - La desolazione di Smaug | Lo Hobbit - La battaglia delle cinque armate |
| La Compagnia di Thorin         | La Compagnia di Thorin             | La Compagnia di Thorin              | La Compagnia di Thorin                       |
| ------------------------------ | ---------------------------------- | ----------------------------------- | -------------------------------------------- |
| Bilbo Baggins                  | Martin Freeman, Ian HolmO          | Martin Freeman                      | Martin Freeman, Ian HolmO                    |
| Gandalf                        | Ian McKellen                       | Ian McKellen                        | Ian McKellen                                 |
| Thorin Scudodiquercia          | Richard Armitage                   | Richard Armitage                    | Richard Armitage                             |
| Balin                          | Ken Stott                          | Ken Stott                           | Ken Stott                                    |
| Dwalin                         | Graham McTavish                    | Graham McTavish                     | Graham McTavish                              |
| Kíli                           | Aidan Turner                       | Aidan Turner                        | Aidan Turner                                 |
| Fíli                           | Dean O'Gorman                      | Dean O'Gorman                       | Dean O'Gorman                                |
| Dori                           | Mark Hadlow                        | Mark Hadlow                         | Mark Hadlow                                  |
| Nori                           | Jed Brophy                         | Jed Brophy                          | Jed Brophy                                   |
| Ori                            | Adam Brown                         | Adam Brown                          | Adam Brown                                   |
| Óin                            | John Callen                        | John Callen                         | John Callen                                  |
| Glóin                          | Peter Hambleton                    | Peter Hambleton                     | Peter Hambleton                              |
| Bifur                          | William Kircher                    | William Kircher                     | William Kircher                              |
| Bofur                          | James Nesbitt                      | James Nesbitt                       | James Nesbitt                                |
| Bombur                         | Stephen Hunter                     | Stephen Hunter                      | Stephen Hunter                               |
| Bosco dei Troll e Gran Burrone |                                    |                                     |                                              |
| Berto                          | Mark Hadlow                        |                                     |                                              |
| Maso                           | William Kircher                    |                                     |                                              |
| Guglielmo                      | Peter Hambleton                    |                                     |                                              |
| Galadriel                      | Cate Blanchett                     | Cate Blanchett                      | Cate Blanchett                               |
| Elrond                         | Hugo Weaving                       |                                     | Hugo Weaving                                 |
| Saruman                        | Christopher Lee                    |                                     | Christopher Lee                              |
| Lindir                         | Bret McKenzie                      |                                     |                                              |
| Bosco Atro e Pontelagolungo    |                                    |                                     |                                              |
| Radagast                       | Sylvester McCoy                    | Sylvester McCoy                     | Sylvester McCoy                              |
| Thranduil                      | Lee Pace                           | Lee Pace                            | Lee Pace                                     |
| Legolas                        |                                    | Orlando Bloom                       | Orlando Bloom                                |
| Tauriel                        |                                    | Evangeline Lilly                    | Evangeline Lilly                             |
| Galion                         |                                    | Craig Hall                          |                                              |
| Beorn                          |                                    | Mikael Persbrandt                   | Mikael Persbrandt                            |
| Bard l'Arciere                 |                                    | Luke Evans                          | Luke Evans                                   |
| Alfred                         |                                    | Ryan Gage                           | Ryan Gage                                    |
| Governatore di Pontelagolungo  |                                    | Stephen Fry                         | Stephen Fry                                  |
| Bain                           |                                    | John Bell                           | John Bell                                    |
| Sigrid                         |                                    | Peggy Nesbitt                       | Peggy Nesbitt                                |
| Tilda                          |                                    | Mary Nesbitt                        | Mary Nesbitt                                 |
| Braga                          |                                    | Mark Mitchinson                     | Mark Mitchinson                              |
| Dale e Erebor                  |                                    |                                     |                                              |
| Thrór                          | Jeffrey Thomas                     |                                     |                                              |
| Thráin II                      | Mike Mizrahi, Thomas RobinsY       | Antony Sher                         |                                              |
| Smaug                          |                                    | Benedict Cumberbatch                | Benedict Cumberbatch                         |
| Dáin II Piediferro             |                                    |                                     | Billy Connolly                               |
| Dol Guldur e Montagne Nebbiose |                                    |                                     |                                              |
| Il Negromante / Sauron         | Benedict CumberbatchV              | Benedict CumberbatchV               | Benedict CumberbatchV                        |
| Azog                           | Manu Bennett                       | Manu Bennett                        | Manu Bennett                                 |
| Bolg                           | Conan Stevens                      | Lawrence Makoare                    | John Tui                                     |
| Fimbul                         | Stephen Ure                        | Stephen Ure                         |                                              |
| Yazneg                         | John Rawls                         |                                     |                                              |
| Narzug                         |                                    | Ben Mitchell                        |                                              |
| Custode delle segrete          |                                    |                                     | Conan Stevens                                |
| Gollum                         | Andy Serkis                        |                                     |                                              |
| Grande Goblin                  | Barry Humphries                    |                                     |                                              |
| Grinnah                        | Stephen Ure                        |                                     |                                              |
| Goblin (scrivano)              | Kiran Shah                         |                                     |                                              |
| Altri personaggi               |                                    |                                     |                                              |
| Frodo Baggins                  | Elijah Wood                        |                                     |                                              |
| Belladonna Tuc                 | Sonia Forbes-Adam                  |                                     |                                              |
| Gerontius Tuc                  | Dan Hennah                         |                                     | Dan Hennah                                   |
| Cactaceo Sr.                   |                                    | Richard Whiteside                   |                                              |
| Betsy Cactaceo                 |                                    | Katie Jackson                       |                                              |
| Bill Ferny Sr.                 |                                    | Dallas Barnett                      |                                              |
| Squint                         |                                    | Matt Smith                          |                                              |

## Colonna sonora

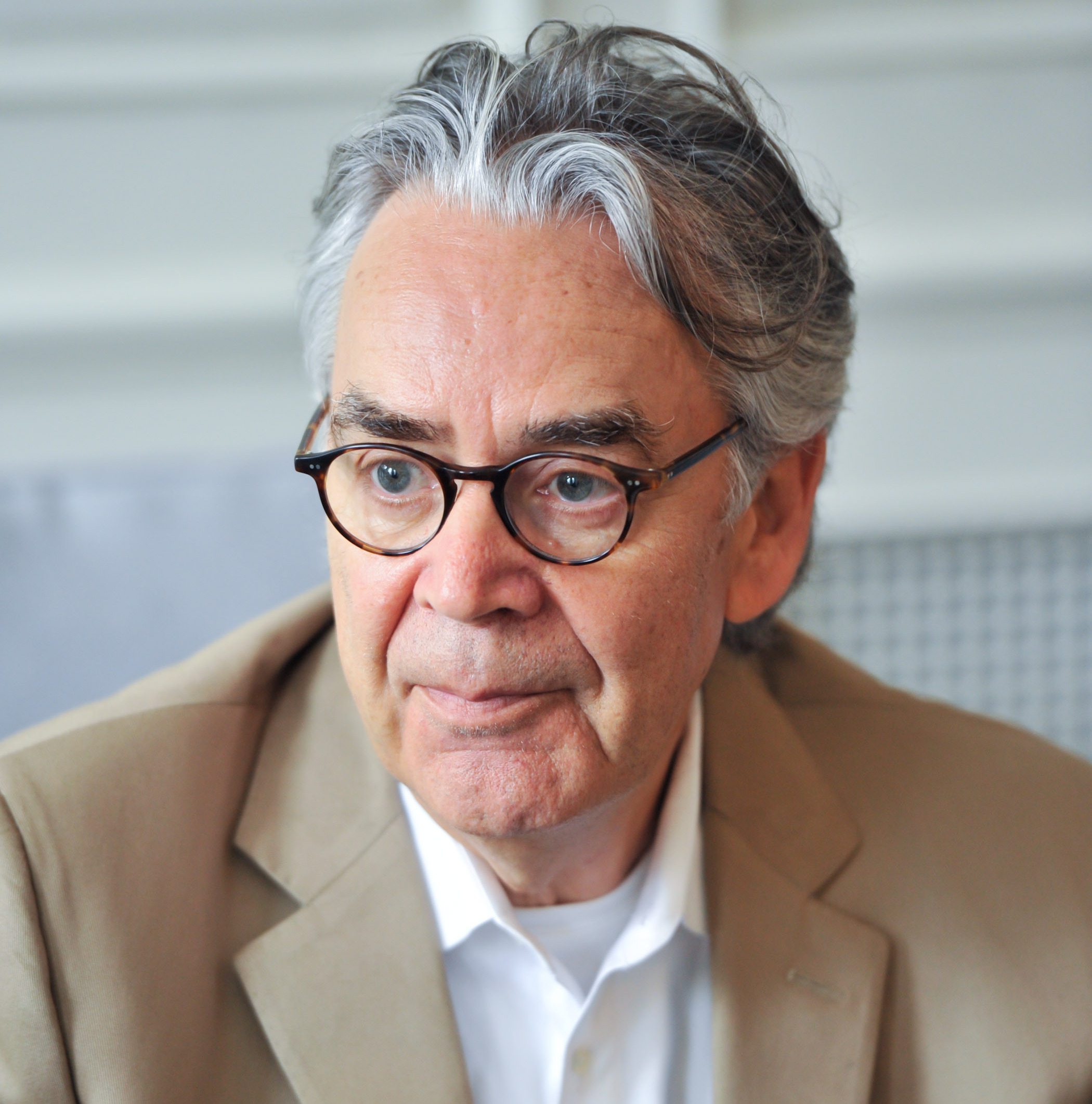
Howard Shore, autore della colonna sonora della trilogia

Le musiche della trilogia de Lo Hobbit sono state composte e prodotte da Howard Shore, già compositore delle musiche de Il Signore degli Anelli. Le registrazioni per il primo film si sono tenute dal 20 agosto 2012 agli Abbey Road Studios; il secondo film è stato invece registrato in Nuova Zelanda.
Le musiche di Un viaggio inaspettato sono state eseguite dalla London Philharmonic Orchestra, con cui Shore aveva collaborato per le musiche della trilogia di Jackson, mentre per La desolazione di Smaug Jackson e Shore hanno scelto la New Zealand Symphony Orchestra. Il cantante Neil Finn ha composto e interpretato la canzone "Song of the Lonely Mountain" per Un viaggio inaspettato, per La desolazione di Smaug Ed Sheeran ha eseguito "I See Fire" e infine Billy Boyd ha composto, insieme a Fran Walsh e Philippa Boyens, ed eseguito "The Last Goodbye" per La battaglia delle cinque armate.
Alcuni temi della trilogia de Il Signore degli Anelli sono stati ripresi e adattati alle nuove atmosfere dei film.

## Distribuzione
Il primo film della trilogia, Lo Hobbit - Un viaggio inaspettato (The Hobbit: An Unexpected Journey), è uscito nelle sale il 13 dicembre 2012, Lo Hobbit - La desolazione di Smaug (The Hobbit: The Desolation of Smaug) è uscito il 12 dicembre 2013 e Lo Hobbit - La battaglia delle cinque armate (The Hobbit: The Battle of the Five Armies) è uscito il 17 dicembre 2014.

## Accoglienza

### Incassi
| Film                                         | Data di uscita USA | Incassi ($)  | Incassi ($)    | Incassi ($) | Classifica   | Classifica | Budget ($) |
| Film                                         | Data di uscita USA | Nord America | Internazionale | Mondiale    | Nord America | Mondiale   | Budget ($) |
| -------------------------------------------- | ------------------ | ------------ | -------------- | ----------- | ------------ | ---------- | ---------- |
| Lo Hobbit - Un viaggio inaspettato           | 14 dicembre 2012   | 303030651    | 714000         | 1017106749  | 101          | 51         | 180000     |
| Lo Hobbit - La desolazione di Smaug          | 13 dicembre 2013   | 258387334    | 700640658      | 959079095   | 136          | 63         | 225000     |
| Lo Hobbit - La battaglia delle cinque armate | 17 dicembre 2014   | 255138261    | 707063077      | 962253946   | 141          | 60         | 250000     |
| Totale                                       | Totale             | 816556246    | 2121703735     | 2938439790  |              |            | 655000     |

### Critica
| Film                                         | Rotten Tomatoes      | Metacritic         | CinemaScore |
| -------------------------------------------- | -------------------- | ------------------ | ----------- |
| Lo Hobbit - Un viaggio inaspettato           | 64% (305 recensioni) | 58 (40 recensioni) | A           |
| Lo Hobbit - La desolazione di Smaug          | 75% (252 recensioni) | 66 (44 recensioni) | A-          |
| Lo Hobbit - La battaglia delle cinque armate | 59% (266 recensioni) | 59 (46 recensioni) | A-          |
| Media                                        | 66%                  | 61                 | A-          |

## Riconoscimenti

### Un viaggio inaspettato
- 2013 - Premio Oscar
  - Candidatura per la miglior scenografia a Dan Hennah, Ra Vincent e Simon Bright
  - Candidatura per il miglior trucco a Peter Swords King, Rick Findlater e Tami Lane
  - Candidatura per i migliori effetti speciali a Joe Letteri, Eric Saindon, David Clayton e R. Christopher White
- 2012 - Art Directors Guild[120]
  - Candidatura per la miglior scenografia per un film fantasy a Dan Hennah
- 2012 - Costume Designers Guild[121]
  - Candidatura per il miglior film fantasy a Richard Taylor, Bob Buck
- 2012 - Georgia Film Critics Association
  - Candidatura per la miglior scenografia
- 2012 - Houston Film Critics Society[122]
  - Miglior realizzazione tecnica
  - Candidatura per la miglior colonna sonora ad Howard Shore
- 2013 - Premio BAFTA[123]
  - Candidatura per il miglior trucco
  - Candidatura per i migliori effetti speciali
  - Candidatura per il miglior sonoro
- 2013 - Critics' Choice Award[124]
  - Candidatura per la miglior scenografia a Dan Hennah, Ra Vincent, Simon Bright
  - Candidatura per i migliori costumi a Bob Buck, Ann Maskrey, Richard Taylor
  - Candidatura per il miglior trucco
  - Candidatura per i migliori effetti speciali
- 2013 - Empire Award[125]
  - Miglior fantasy
  - Miglior attore a Martin Freeman
  - Candidatura per il miglior uso del 3D
  - Candidatura per il miglior regista a Peter Jackson
  - Candidatura per il miglior film
- 2013 - Golden Reel Award
  - Candidatura per il miglior montaggio sonoro in un lungometraggio
  - Candidatura per il miglior montaggio sonoro negli effetti sonori
- 2013 - MTV Movie Award
  - Best Hero per Bilbo Baggins a Martin Freeman

### La desolazione di Smaug
- 2014 - Premio Oscar
  - Candidatura per i migliori effetti speciali a Joe Letteri, Eric Saindon, David Clayton e Eric Reynolds
  - Candidatura per il miglior sonoro a Christopher Boyes, Michael Hedges, Michael Semanick e Tony Johnson
  - Candidatura per il miglior montaggio sonoro a Brent Burge
- 2013 - Critics’ Choice Movie Award
  - Candidatura per la miglior scenografia
  - Candidatura per i migliori costumi
  - Candidatura per il miglior trucco
  - Candidatura per i migliori effetti visivi
  - Candidatura come miglior attrice in un film d'azione a Evangeline Lilly
- 2014 - Premio BAFTA
  - Candidatura per i migliori effetti speciali
  - Candidatura per il miglior trucco
- 2014 - Empire Award[126][127]
  - Miglior debutto a Aidan Turner
  - Best Sci/Fi Fantasy
- 2014 - MTV Movie Award[128][129]
  - Best Fight: Tauriel and Legolas vs Orcs (Evangeline Lilly e Orlando Bloom)
  - Candidatura per il miglior film
  - Candidatura come miglior eroe per Bilbo Baggins a Martin Freeman
- 2014 - Satellite Award
  - Candidatura per la miglior canzone originale per I See Fire di Ed Sheeran
- 2014 - Saturn Award[130]
  - Miglior scenografia
  - Candidatura come miglior film fantasy
  - Candidatura per la miglior regia a Peter Jackson
  - Candidatura per la miglior sceneggiatura a Peter Jackson, Philippa Boyens, Fran Walsh e Guillermo del Toro
  - Candidatura come miglior attrice non protagonista a Evangeline Lilly
  - Candidatura per la miglior colonna sonora a Howard Shore
  - Candidatura per il miglior trucco a Rick Findlater, Richard Taylor e Peter King
  - Candidatura per i migliori effetti speciali a Joe Letteri, Eric Saindon, David Clayton ed Eric Reynolds
- 2014 - Visual Effects Society
  - Candidatura come miglior compositing in un film live action
  - Candidatura per i miglior effetti e simulazione animata in un film live action
  - Candidatura per la miglior fotografia virtuale in un film live action
  - Candidatura per i miglior effetti visivi in un film in cui sono predominanti
  - Miglior personaggio animato in un film live action per Smaug

### La battaglia delle cinque armate
- 2015 - Premio Oscar[131]
  - Candidato per il miglior montaggio sonoro a Brent Burge e Jason Canovas
- 2015 - Premio BAFTA[132]
  - Candidato per i migliori effetti speciali a Joe Letteri, Eric Saindon, David Clayton, R. Christopher White
- 2015 - Critics' Choice Award[133][134]
  - Candidato per le migliori acconciature e trucco
  - Candidato per i migliori effetti speciali
- 2015 - Empire Award[135]
  - Candidato per il miglior film
  - Candidato per il miglior attore a Richard Armitage
  - Candidato per il miglior regista a Peter Jackson
  - Candidato per il miglior sci-fi/fantasy
- 2015 - Kids' Choice Award[136]
  - Candidato per l'attrice d'azione preferita a Evangeline Lilly
- 2015 - MTV Movie Award[137][138]
  - Candidato per il miglior eroe a Martin Freeman
- 2015 - Screen Actors Guild Award[139]
  - Candidato per le migliori controfigure
- 2015 - Saturn Award[140][141]
  - Miglior film fantasy
  - Miglior attore non protagonista a Richard Armitage
  - Candidato per la migliore attrice non protagonista a Evangeline Lilly
  - Candidato per la miglior sceneggiatura a Peter Jackson, Philippa Boyens, Fran Walsh e Guillermo del Toro
  - Candidato per la miglior colonna sonora a Howard Shore
  - Candidato per il miglior trucco a Peter King, Rick Findlater e Gino Acevedo
  - Candidato per i migliori effetti speciali a Joe Letteri, Eric Saindon, David Clayton e R. Christopher White
- 2015 - Teen Choice Award[142]
  - Candidato per il miglior film sci-fi/fantasy